# Macclesfield Town Football Club
Macclesfield Town Football Club fue un club profesional de fútbol con sede en Macclesfield, Cheshire, Inglaterra. El club jugó en la Football League desde 1997 hasta el descenso a la Conference Premier en 2012. El club se formó en 1874 y jugó de local en el estadio Moss Rose, con capacidad para 6,335 personas. En la temporada 2018-2019 el club regresó a la League Two después de salir campeón de la National League 2017-18, sin embargo en 2 temporadas después del campeonato, 2019-20, volvieron a descender debido a varias sanciones impuestas por la EFL al club.
La temporada 2011-12 fue 15.ª temporada consecutiva de Macclesfield Town en la Football League y su temporada consecutiva número 13 en la League Two, cuarta división del fútbol Inglés, en la que, hasta su descenso, fueron los miembros más antiguos. En 2020 sufrió una liquidación por parte del juzgado al tener deudas de más de 500.000£. Finalmente el club fue disuelto el 16 de septiembre de 2020. 1 mes después se anunció un club fénix llamado Macclesfield Football Club, que se alistó para jugar la temporada 2021/22 en la North West Counties Football League lo que equivaldría a la 10.ª división de la pirámide del fútbol inglés.

## Historia del club
El club fue formado por primera vez alrededor de 1800 en Macclesfield, de ahí el nombre, pero jugaban con reglas de rugby. No fue hasta 1874 que el club adoptó las reglas de la Asociación de Fútbol. Entre 1874 y 1940 al club se le denominó con diferentes nombres como Macclesfield Fotball and Athletic Club, Hallifield F.C. y Macclesfield F.C.. Después de la Segunda Guerra Mundial, el club vuelve a jugar con el nombre de Macclesfield Town Football Club Ltd. que actualmente, sigue utilizando. Macclesfield jugó la liga de Cheshire League en la temporada 1946-47, ganando su primer partido por 2-0 a Buxton el 31 de agosto de 1946. En los años 40, el club continuó sin pena ni gloria, excepto por la Cheshire League Challenge Cup que ganó en 1948. Pero los años 50 fueron más exitosos, ya que ganaron cuatro copas entre 1951-1954 incluida la Cheshire League de 1953 tras 20 años sin ganarla. Sin embargo, el club no consiguió ninguna distinción en la segunda mitad de la década.
Macclesfield progresó a través de las rondas clasificatorias para la FA Cup haciendo su primera aparición en 1960, pero perdió 7-2 contra Southport F. C.. En la siguiente temporada Macclesfield ganó la Cheshire League, entonces, empezó un período de ocho años donde el club ganó tres títulos de liga y no bajó de la quinta posición en ninguno, y en el año 1964 ganó la Cheshire League, con el récord que aún se conserva, la ventaja de 13 puntos sobre el segundo. En 1968, el club llegó por primera vez a la tercera ronda de la FA Cup donde se encontró con Fulham de la primera división. Macclesfield perdió 4-2, pero el buen rendimiento del equipo hizo que, por primera vez, uno de los jugadores del club fuera nombrado jugador del mes por la London Evening Standard.
El club se encontró en la Northern Premier League, una de las tres ligas de la quinta división del fútbol inglés, que se creó en 1968. Macclesfield fue campeón los dos primeros años ganando la primera vez por doce puntos de diferencia (1968-69) y la segunda por diferencia de gol (1969-70). En la temporada 1969-70, el club éntró por primera vez en la final del FA Trophy jugando contra Wembley. La final la ganó Macclesfiel por 2-0 frente a 28.000 espectadores. Luego, le llegó otro período de decline al club, a pesar de la gran actuación de Willie Mailey, donde quedó último en la Northern Premier League en la temporada 1978-79. En los años 80, el equipo sufrió una reconstrucción. El club terminó segundo en la temporada 1984-85 y dos temporadas más tarde, se consagró campeón por tercera vez en la liga, que significó la promoción de la Conferencia.
El club terminó en la mitad de la tabla en la primera temporada en la Conferencia, y eliminó a dos equipos de liga: Carlisle y Rotherham en la FA Cup. Macclesfield llegó por segunda vez a la final del FA Trophy en 1989. Pero, al contrario de sus predecesores, perdieron la final por 1-0 contra Telford United, los mismos oponente que en la primera final 19 años antes. El equipo sólo consiguió ser cuarto en la temporada 1989-90, además, en cada temporada fue disminuyendo su rendimiento hasta incluso tener que luchar por no descender en la temporada 1992-93. Entonces el mánager del club fue sustituido por el ex del Manchester United, el centrocampista Sammy McIlroy.
La era de Mcllroy
Mcllroy se hizo cargo del club en la temporada 1993-94, y llevó al equipo a la GM Vauxhall Conference Championship es su segundo año como mánager. Sin embargo, al club se le negó entrar en la Football League porque Moss Rose (su estadio) no cumplía los requisitos de una capacidad mínima de 6.000 asientos. Macclesfield ganó el título de la Conference dos temporadas más tarde en 1996-97, en el mismo momento, el estadio aumentó en gradas y al club se le permitió entrar en la Tercera división de la Football League en lugar de Hereford United.
El club consiguió el estatus de equipo profesional. En el primer partido de liga, ganó en casa por 2-1 al Torquay United. El empuje continuado y exitoso de la Conferencia, hizo que en la primera temporada, Macclesfield terminara subcampeón, y consoguió ascender, esta vez, a segunda división. Fue un año memorable para el club, ya que terminaron la temporada imbatidos. Sin embargo, el nivel que mostraron no fue suficiente para quedar en la parte superior de la tabla en la temporada 1998-99 y quedaron relegados. Poco después, Mcllroy dejó el club para ser entrenador de la selección nacional de fútbol de Irlanda por cinco temporadas y dejó como sucesión a Gil Prescott, David Moss y John Askey pero no llegaron a la altura que llegó McIlroy.

### Años recientes
En marzo de 2004, con el amenazante descenso a la Conferencia, Macclesfield recurrió a la experiencia de 55 años atrás poniendo a Brian Horton como mánager. Horton, cuyo anterior director de los puestos de trabajo fueron con el Oxford United, Brighton & Hove Albion, Manchester United, Huddersfield Town y Port Vale, renovó con Macclesfield. Al final de la temporada, 2004-05, el club entró en los playoff ya que quedó quinto, pero fue eliminado en simifinales por Lincoln City.
Sin embargo, la siguiente temporada resultó decepcionante, ya que el equipo falló en la reconstrucción del juego en la pretemporada acabando en la 17.ª posición. Horton fue despedido por el club a finales de septiembre de 2006, tras un triste principio de temporada donde Horton no pudo dar una victoria en los doce partidos anteriores a su despido, lo que dejó al club último en la tabla en el Football League. El 23 de octubre de 2006, Paul Ince fue nombrado nuevo mánager del equipo. Perdió el primer partido por 3-2 contra Mansfield Town, y jugó hasta 20 partidos logrando un récord ganando su primera liga por Ince el 5 de diciembre de 2006. Luego que el club lograra nueve victorias seguidas, se enfrentó a Chelsea F.C. por la FA Cup, pero a pesar de su rendimiento del día y su fantástico apoyo, el equipo perdió 6-1. La mayor parte de esta derrota se atribuye a que Macclesfield tuvo que dejar fuera al portero Tommy Lee, por una tarjeta que se considera injustificada.
Posteriormente fueron sólo capaces de sobrevivir después de conseguir un empate (1-1) con Notts County en el último día de la temporada 2006-07, después de una mala racha de resultados, el equipo aterrizó en la zona de descenso.
El 29 de junio de 2007, Ian Brightwell se anunció como nuevo gerente con Asa Hartford como su ayudante para la temporada 2007-08, como un reemplazo para el exjefe Paul Ince que dejó el club para convertirse en director técnico de MK Dons un mes antes. Macclesfield comenzó la temporada 2007-08 con un 1-1 con un exequipo de la Premier League, Bradford City y perdió 1-0 en sentido estricto a otro exequipo de la Premier League, Leeds United en la primera ronda de la Copa de la Liga. En enero, el presidente Rob Bickerton, se fue del club después de 7 años de servicios para unirse a Shrewsbury y fue sustituido por Mike Supporters Club Rance y con el exjugador Andy Scott, fundador del Bank Fashion Retail, como Vicepresidente. 
El 27 de febrero de 2008 Keith Alexander fue nombrado gerente, en sustitución de Ian Brightwell que abandonaron el club de inmediato con su asistente Asa Hartford. El cambio se debió a una mala racha de resultados, que abandonó el club con dos puntos por encima de los lugares de relegación.
El 30 de noviembre de 2008, al Macclesfield le tocó en sorteo enfrentarse contra los gigantes de la Premier League Everton FC en la tercera ronda de la Copa FA. El Everton se impuso por 1-0 el 3 de enero de 2009, pero desde luego no fue el Macclesfield superado en juego e incluso tuvieron sus propias posibilidades cuando Nat Brown falló un cabezazo aparentemente sencillo frente al portero del Everton. Leon Osman selló el partido para los Toffees en la primera mitad. El partido fue disfrutado por 6332 espectadores en el Rose Moss.
El 3 de marzo de 2010, el Macclesfield Town anunció que su gerente Keith Alexander había muerto a la edad de 53 años. Alexander, quien sufrió un aneurisma cerebral en noviembre de 2003, murió después de llegar a casa tras el encuentro de la League Two contra el Notts County.
El 13 de abril de 2010, el Macclesfield Town anunció a Gary Simpson como mánager con un contrato por dos años, que cumpliría, dejando el cargo en marzo del 2012. Tras dos entrenadores interinos (Brian Horton de nuevo y Glynn Chamberlain) y un año bajo el mandato de Steve King, llega la época de John Askey. El antiguo jugador del club, que había marcado más de 150 goles en su carrera, ya había entrenado brevemente en 2003/04 al equipo, ganando 4 de 27 partidos. Accedió al cargo tras su experiencia como jefe de la cantera del club y trajo como segundo al también exjugador Efe Sodje.En las seis temporadas dirigidos por Askey, el Macclesfield ha cimentado un trabajo serio y seguro hacia el deseado ascenso a la League Two, alcanzando el 11.er puesto (12/13), 15.º (13/14), 7.º (14/15), 10.º (15/16), 9.º (16/17) y, finalmente, y tras una triunfal liga en el año 2017-2018, lograr el ascenso ganando la National League con 92 puntos. Tras este éxito John Askey fue fichado por el Shrewsbury Town, de League One, que lo despidió en junio del 2018, aunque fue despedido cuatro meses después.

## Estadio
Macclesfield jugar sus juegos de casa en el Moss Rose en el sur de la ciudad, y fue hecho en 1891. Antes de usar Moss Rose, se utilizaron otros dos campos: Rostrons Field y Victoria Road. La capacidad actual de Moss Rose es de 6.335, de los cuales 2.599 son asientos. Una parte de las gradas consta de una tribuna con asientos al aire libre en terrazas a ambos lados, y al lado opuesto está sentado Alfred McAlpine Stand. Los clubes más vociferantes seguidores se congregan en la Star Lane End, que es una mezcla de terrazas y asientos. El registro récord de asistencia a la Moss Rose es de 7.002 para un empate en la FA Cup contra Spennymoor Unidos en 1968.
Saga de la Silkmen (p. 85) y las Noticias del Mundo de Fútbol Anual dieron el registro de asistencia de Moss Rose. Llegó a haber 9.003 espectadores(rompiendo el anterior récord), en la Copa de Cheshire, terminó en empate frente a Winsford Unidos, el 14 de febrero de 1948.
En la Euro 96 se utilizó Moss Rose como una base de entrenamiento durante el campeonato. 
Desde la construcción de la McAlpine Stand, una serie de proyectos para mejorar el terreno se han propuesto, la inclusión de un nuevo 'Silkman End' con gimnasio y capacidad para 2500 aficionados. Estos planes fueron retirados debido a la falta de respaldo financiero. 
En septiembre de 2007, el Club dio a conocer una declaración de la posibilidad de trasladarse a un nuevo estadio, aproximadamente 2 kilómetros al sur de Moss Rose, a la propuesta de Macclesfield.

## Colores y escudo
Los colores Macclesfield son azul y blanco, el club ha utilizado combinaciones de estos colores desde 1947, con la excepción de la temporada 1975-76, cuando el equipo llevaba naranja y negro como parte de un patrocinio.El primer kit de Macclesfield era ámbar y negro a rayas, pero entre 1882 y 1947, el club también se utiliza el rojo y el blanco, rojo, amarillo y azul, azul y blanco, y blanco y negro, como equipaciones del anterior club. 
El escudo del club se basa en el escudo de armas de Macclesfield, y tiene algo que ver con Lion Wheatsheaf. 
Un nuevo escudo del club estaba previsto para el inicio de la temporada 2007-08. Sin embargo, muchos fieles seguidores no quedaron satisfechos con el diseño moderno, a fin de los planes se retrasaron y un nuevo diseño distintivo fue presentado a principios de 2008, que ha ganado la valoración de la mayoría de los fanes.
En 2009 firmó con la marca deportiva alemana Adidas, la cual le viste en la actualidad.

## Palmarés
- Football League Third Division:

Subcampeón(1): 1998 
- FA Trophy:

Ganador (2): 1970, 1996 
- National League

Campeón (3): 1995, 1997, 2018
- Northern Premier League

Compeón (3): 1969, 1970, 1987 
Finalista (1): 1985 
- Northern Premier League Challenge Cup

Ganador (1): 1987 
- Cheshire League

Campeón (6): 1932, 1933, 1953, 1961, 1964, 1968 
Finalista (3): 1934, 1962, 1965 
- Cheshire Senior Cup

Ganador (20): 1890, 1891, 1894, 1896, 1911, 1930, 1935, 1951, 1952, 1954, 1960, 1964, 1969, 1971, 1973, 1983, 1991, 1992, 1998, 2000 
Subcampeón (11): 1895, 1907, 1910, 1936, 1950, 1974, 1977, 1988, 1989, 1990, 1997 
- Manchester League

Ganador (2): 1909, 1911 
Subcampeón (1): 1907 
- The Combination:

Subcampeón (2): 1891, 1896 
- Staffordshire Senior Cup

Ganador (1): 1993